# Great Wall Wingle
Le Great Wall Wingle est une gamme de pick-ups du constructeur automobile chinois Great Wall.
La gamme comporte trois modèles actuellement.